# Hellitöksenselkä
Hellitöksenselkä är en vik i Finland. Den ligger i Vederlax i landskapet Kymmenedalen, i den södra delen av landet, 140 km öster om huvudstaden Helsingfors.